# Густафсон, Роберт Уэйн
Бобби Густафсон (англ. Robert Wayne Gustafson; полное имя Роберт Уэйн Густафсон, 15 июля 1965, Статен-Айленд, Нью-Йорк, США) — американский гитарист и композитор. Наиболее известен своим участием в качестве гитариста в трэш-метал коллективах Overkill (с 1982 по 1990) из Нью-Джерси и Vio-lence (с 2020 по 2022) из Сан-Франциско.

## Биография
Родился 15 июля 1965 года в Статен-Айленд, Нью-Йорк в семье сержанта полиции Портового управления города Нью-Йорк Рональда Уоррена Густафсона и его жены Нормы Густафсон. Отец Бобби до работы в полиции служил в ВМС США на корабле USS Brush техником систем гидролокации. У Бобби также был старший брат и две сестры.

### Начало музыкальной карьеры, годы в Overkill
В конце 1982 года, по приглашению Рича Конте, пришедшего на смену Дэна Спитца, Бобби Густафсон присоединился к Overkill, успешно пройдя прослушивание. Overkill на то время исполняли кавер-версии известных металических команд, преимущественно относящихся к Новой волне британского хеви-метала. Под влиянием присоединившегося 17 летнего Густафсона, игравшего вместе с Конте в гаражной группе The Dropouts, Overkill начинает больше внимания уделять собственному творчеству и переходит к сочинению авторского материала. Спустя некоторое время Рич Конте покидает Overkill и Густафсон остается единственным гитаристом в группе.
В мае-июне 1987 года, после записи второй пластинки Overkill, Taking Over, состоялся совместный тур группы с Megadeth, которые гастролировали в поддержку альбома Peace Sells... but Who's Buying?. На тот момент у Megadeth в очередной раз возникает проблема с гитаристом Крисом Поландом из-за его пристрастий к наркотикам. Бобби поступает предложение от Дэйва Мастейна присоединиться к Megadeth. Густафсон предложение отклоняет, решив остаться в Overkill, веря, что команду ждет большое будущее и опасаясь потенциального конфликта с Мастейном (и зная о его непростом характере).
С 1982 по 1989 год, в составе Overkill, Густафсон принимает участие во всех записях группы. После выхода The Years of Decay в Overkill возникает напряжение между Бобби Густафсоном и Ди Ди Верни. Как позже рассказывал Густафсон, Бобби Элсворт поддерживает Верни и в результате конфликта Густафсон перестает быть участником группы в 1990 году.

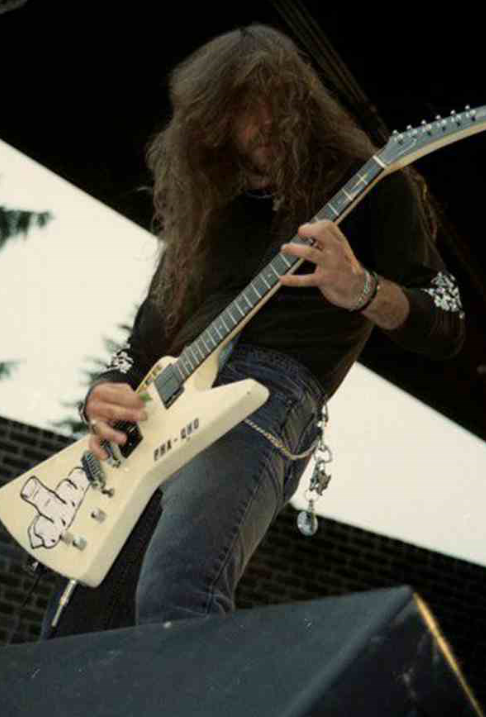
Густафсон в 1990

### Карьера после Overkill
После увольнения из Overkill Густафсон присоединяется к Cycle Sluts from Hell и с этим коллективом отправляется в совместный с Motörhead тур по Европе.
По возвращении в США, в 1990 году, Бобби собирает группу I4NI, в которой принимает участие Том Хантинг, барабанщик Exodus, однако несколько попыток сделать коллектив популярным проваливаются и окончательно группа распадается в 1995.
После неудачной попыток создать новый коллектив с Билли Милано из S.O.D. и Перри Стриклендом из Vio-lence Бобби Густафсон получает предложение от Дэйва Ломбардо присоединиться к его проекту, который получит название Grip Inc., однако сработаться с бывшим ударником Slayer Густафсону не удалось.
В 1992 году, Густафсон получает предложение от Metallica стать концертным ритм-гитаристом вместо Джеймса Хэтфилда. Хэтфилд получил ожоги, в результате несчастного случая с пиротехникой во время исполнения песни «Fade to Black» на концерте в Монреале, в рамках совместного тура с Guns N’ Roses. Исполнять партии ритм-гитары Джеймс не мог и на оставшихся концертах тура сосредоточился на вокале. Густафсон не успевает выучить сэт-лист и в рамках стадионного тура Хэтфилда на гитаре подменяет Джон Маршал из Metal Church, по совместительству являющийся гитарным техником Metallica.
В 1996 году, Густафсон принимает участие в записи альбома Shadow of Doubt индастриал-метал-коллектива Skrew. Он покидает коллектив по причине того, что хочет жить во Флориде, а не в Техасе, где базируется группа.
После того как Густафсон покинул Skrew, Бобби на некоторое время покидает музыкальный бизнес и возвращается к нему лишь в 2003 году, когда присоединяется к группе Response Negative, базирующейся во Флориде.
В 2014 году Густафсон организовывает сольный проект Satans Taint, с которым выпускает ряд релизов.
В январе 2020 года Густафсон присоединяется к Vio-Lence в качестве гитариста, заменив Рэя Вегаса. В составе группы Густафсон записывает мини-альбом Let the World Burn, состоящий из 5 песен.
В связи с тем, что группа базируется в Калифорнии, а Густафсон проживает в другом штате, Бобби решает покинуть коллектив в октябре 2022.
В 2023 году Густафсон собирает группу Painward, в которой также принимают участие Джим МакКорт из Response Negative и Майк Бордерс из Massacre. Ранее музыканты работали с Бобби в его сольном проекте Satans Taint.

## Дискография
Overkill
- Overkill (EP) (1984)
- Feel The Fire (1985)
- Taking Over (1987)
- !!!Fuck You!!! (EP) (1987)
- Under The Influence (1988)
- The Years of Decay (1989)

Cycle Sluts From Hell
- Cycle Sluts From Hell (1991) — запись соло

I4NI
- It’s All Fun & Games Til Someone Loses an Eye…(Demo) (1995)

Skrew
- Shadow of Doubt (1996)

Satans Taint
- Songs for the Einherjar (EP) (2015)
- Axe to the Head of My Enemies (2017)
- Destruction Ritual (2019)
- Guardians of Valhalla (EP) (2024)

Vio-Lence
- California Uber-Alles (2020) — Сингл с кавер-версией песни Dead Kennedys
- Let the World Burn (2022)